# Portela (Penafiel)
Portela ist ein Ort und eine ehemalige Gemeinde (Freguesia) im Norden Portugals.
Portela gehört zum Kreis Penafiel im Distrikt Porto. Die Gemeinde hatte eine Fläche von 4,0 km² und 1269 Einwohner (Stand 30. Juni 2011).
Am 29. September 2013 wurden die Gemeinden Portela, Paredes und Pinheiro zur neuen Gemeinde Termas de São Vicente zusammengeschlossen.